# Aleix Bofí i Llobet
Aleix Bofí i Llobet (Matadepera, 1780 - Sabadell, 1866) fou un pagès de Matadepera que donà nom a un carrer sabadellenc.

## Biografia
Aleix Bofí –i el seu fill Josep– eren pagesos de Matadepera. El 1846 es van instal·lar a Sabadell amb la família i van construir quatre cases i dues quadres en una peça de terreny anomenada plana de les Rodes –per les rodes dels corders de cànem que s'hi amuntegaven–, contigua al carrer de la Salut. El nou carrer que així s'obria, el 1856, es digué de Bofí, pel nom dels primers propietaris.